# Northiella
Northiella is een geslacht van vogels uit de familie Psittaculidae (papegaaien van de Oude Wereld). De naam is een eerbetoon aan de Australische ornitholoog Alfred John North.

## Soorten
Het geslacht kent de volgende soorten, die voorkomen in Australië:
- Northiella haematogaster  –  Roodbuikparkiet
- Northiella narethae  –  Narethaparkiet